# Șieu (Maramureș)
Șieu is een Roemeense gemeente in het district Maramureș.
Șieu telt 2575 inwoners.